# 華族令
華族令（かぞくれい）は、日本の法令。1884年（明治17年）7月7日に奉勅達として制定された明治17年宮内省達無号と、それを廃して1907年（明治40年）に制定された皇室令がある。1907年（明治40年）制定の華族令（明治40年皇室令第2号）は1947年（昭和22年）に廃止された。

## 概要

### 1884年の華族令
1884年（明治17年）7月7日、制度取調局の局長伊藤博文を中心に制定された。従前の華族を公爵・侯爵・伯爵・子爵・男爵の5爵に区分し、基本的に旧・公家の華族は家格により、旧・大名の華族は石高によりそれぞれの爵位を授爵（じゅしゃく）した。また国家に勲功ある者を新たに華族に列し、勲功によりそれぞれの爵位を授爵した。
華族令以前に華族に列した家を旧華族、それ以後に華族に列した家を新華族という。旧華族においては、本人一代限りの終身華族と、爵位が代々世襲される永世華族があったが、華族令によってこの区別がなくなり、終身華族が廃止されてすべてが永世華族となった。こうして華族令制定直後の7月中に509名の有爵者が生まれた。
1889年（明治22年）制定の貴族院令により30歳以上の公爵と侯爵は全員、伯爵・子爵・男爵はそれぞれ同爵の互選により貴族院議員となる特権を持った。
その他の特権としては、家督相続人の爵位を世襲できること、「華族世襲財産法」や華族銀行ともいうべき国立銀行（十五銀行）の創設による華族財産の特別保護・管理があった。なお、華族とその子弟の婚姻に際しては宮内大臣の許可を必要とした。

### 廃止
本令は、華族その他の貴族制度を禁止した日本国憲法（14条2項）の施行に先立ち皇室令及附属法令廃止ノ件（昭和22年皇室令第12号）の公布により、1947年（昭和22年）5月2日限りで廃止された。